# توکیل گب
توکیل گب (دانمارکی: Torkild Garp; ۳۱ ژانویهٔ ۱۸۸۳ – ۱۶ فوریهٔ ۱۹۷۶) ژیمناست هنری اهل دانمارک بود.